# Кодачигов, Афанасий Николаевич
Кодачигов Афанасий Николаевич (фамилия при рождении — Кодочигов; 1911, дер. Бехтери, Верхошижемского района, Кировская области — 1959, Киров) — литератор-фронтовик, журналист. Участник Великой Отечественной войны. Старший лейтенант, (дата призыва: 15.12.1941). 
В 1948 году был репрессирован, арестован в составе группы журналистов газеты «Кировская правда», обвинённых во враждебной пропаганде и создании антисоветской группы "правых". Реабилитирован 8 февраля 1989 года.

## Биография
Афанасий Кодачигов родился в 1911 году в деревне Бехтери (Махневского сельсовета), Верхошижемского района, Кировская области.
Был сотрудником районной газеты «Ударник» в Котельниче, секретарём районной газеты «Халтуринская правда» в Халтурине.
В 1939 году ушёл добровольцем на войну с белофинами (Советско-финляндская война (1939—1940). Вступил в КПСС. В годы Великой Отечественной войны, будучи офицером Советской армии, сражался на Ленинградском фронте. Был тяжело ранен.
Учился в Кирове, работал заведующим отделом редакции газеты «Кировская правда». Заведовал отделом лесной промышленности. Писал стихи, прозу. Пробовал себя в жанре драматургии. Публиковался в альманахе «Кировская новь».
В 1947 году вышла его первая книга рассказов «Свадьба».
В 1948 году 3 сентября 1949 года осуждён Особым Совещанием при МГБ СССР по  17-58 п. 8, ст. 58 пп. 10, 11 УК РСФСР.

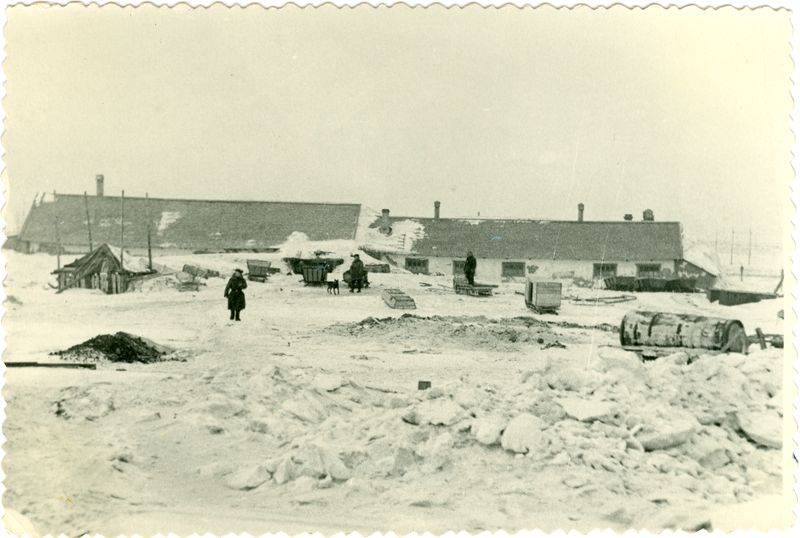
Воркутлаг в зимнее время года

В редакции «Кировской правды» раскрыта группа врагов народа», «Разгромлена «крестьянская партия», «Газетчики создали террористическую группу и собирались убить Сталина и других членов правительства…
Кодачигов был приговорён к 25 лет лишения свободы. 
7 мая 1954 года УКГБ по Кировской области дело производством прекращено за отсутствием в его действиях состава преступления.
После освобождения из воркутинских лагерей Афанасий Николаевич  работал собкором «Кировской правды» в Мурашинском, затем в Зуевском районах. Болел открытой формой туберкулёза. В это время написал большой очерк о зуевском колхозе имени Ленина и его первом председателе Мамаеве  Владимире Ефимовиче, проработавшем на этой должности с 1951 по 1958 год.
А. Н. Кодачигов умер в возрасте 49 лет.
В 1959 году вышла небольшая книга с его рассказами о жизни колхозников. Оформлена кировским художником В. А. Шикаловым.
Афанасий Николаевич Кодачигов был реабилитирован 8 февраля 1989 года.

## Награды
- Орден Красной Звезды[6].

## Факты
В деревне Бехтери (починок Кодочиговский) жила семья Кодочиговых, у главы семейства Ефима было четыре сына: Степан, Николай, Мемнон и Андриян. Степан с Николаем на берегу реки Сингиревки построили льнозавод и завод по выжимке из льняного семени масла. Из этой династии вышли Афанасий Николаевич Кодочигов (1911 — 1959), прозаик и журналист газеты «Кировская правда»; Вениамин Мемнонович (1902 — 1994), профессор, работал в институтах Москвы, Смоленска, Перми, Кирова и Ленинграда; Андриян Ефимович (родился в 1913), профессор, кандидат физико — математических наук, работал директором Верхошижемской школы, потом в Таганроге. Бехтери — родина Леонида Бехтерева (1914 — 1996), писателя, журналиста. Бехтерев работал редактором газет «Кировская правда», «Кавказская здравница», корреспондентом «Известий» по Ставропольскому краю и Северному Кавказу, возглавлял управление издательств, полиграфии и книжной торговли в Ставрополье, выпустил несколько книг, опубликовал очерки «Генерал Маландин» и «Маршал Конев».

Наградной лист Афанасия Кодачигова